# Jon Bellion
Jonathan David Bellion (sinh ngày 26 tháng 12 năm 1990) là một ca sĩ, nhạc sĩ, rapper và nhà sản xuất thu âm người Mỹ. Anh sinh ra và lớn lên ở Lake Grove, New York ở mảnh đất Long Island. Anh ấy được biết đến rộng rãi với bài hát "All Time Low," cùng với các bài nhạc khác do anh sáng tác và sản xuất. Bellion đã phát hành 4 mixtape và 2 album phòng thu. Album đầu tiên The Human Condition, được phát hành vào ngày 10 tháng 6 năm 2016, và đạt được vị trí thứ 5 trên bảng xếp hạng US Billboard 200. Anh phát hành album thứ hai, Glory Sound Prep, vào ngày 9 tháng 11 năm 2018. Sau đó, anh đã ký hợp đồng với Visionary Music Group và Capitol Records. Bellion cũng đã mở tour diễn từ Twenty One Pilots' Emotional Roadshow World Tour, nơi có sự góp mặt của các nghệ sĩ khác như Judah and the Lion. Bên cạnh đó, anh còn tham gia sáng tác và sản xuất nhạc cho các nghệ sĩ lớn như Maroon 5, Justin Bieber, the Jonas Brothers, Halsey, Camila Cabello, Selena Gomez và Max.

## Đầu đời
Bellion sinh ra và lớn lên ở Lake Grove, New York . Tổ tiên của anh là người gốc Ý, và gia đình anh ấy đến từ Napoli. Bị giằng xé giữa tình yêu dành cho bóng rổ và âm nhạc trong suốt thời trung học, Bellion đã lựa chọn theo đuổi sự nghiệp âm nhạc của mình vào nhưng năm học Trung học. Sau khi tốt nghiệp Trung học, anh đã đăng ký tham gia học chương trình âm nhạc tại trường tư thục Five Towns College ở Dix Hills, New York. Năm 19 tuổi, anh quyết định bỏ học Đại học và tập trung vào việc viết nhạc chuyên nghiệp. Anh ấy đã làm việc với tư cách là nhạc sĩ kiêm giám đốc điều hành A&R của Warner Brothers cho Kara DioGuardi trong một năm và ký hợp đồng thông qua công ty xuất bản cá nhân của cô ấy. Thông qua trải nghiệm này, Bellion đã học cách viết nhạc cho nhiều nghệ sĩ khác nhau, ở nhiều thể loại như rock và hip hop.

## Sự nghiệp

### 2011–2014: Giai đoạn đầu sự nghiệp và nhiều mixtape khác nhau
Mixtape đầu tiên của Bellion, Scattered Thoughts Vol. 1 được phát hành vào đầu năm 2011 thông qua trang Facebook của anh ấy và đã đạt hơn 11.000 lượt tải xuống. Bellion đã ký hợp đồng với Visionary Music Group vào năm 2012 và phát hành bản cover "The Motto" của Drake trên trang YouTube của VMG.
Năm 2012, Bellion đã viết phần điệp khúc cho bài hát "The Monster" của Eminem kết hợp với Rihanna. Bài hát này đã giành được giải Grammy trong Lễ trao giải Grammy 2015 cho màn Hợp tác Rap/Hát xuất sắc nhất. Bellion cũng đồng sáng tác và sản xuất bài hát "Trumpets" của Jason Derulo vào năm 2012, bài hát này mãi đến năm 2013 mới được phát hành ở Anh và 2014 ở Mỹ.
Bellion đã phát hành mixtape thứ hai của mình là Translations Through Speakers vào ngày 20 tháng 2 năm 2013, mixtape thứ ba, The Separation vào ngày 10 tháng 12 cùng năm và thứ tư, The Definition vào ngày 23 tháng 9 năm 2014, cùng với đĩa đơn "Luxury". Bellion cũng đã tổ chức chuyến lưu diễn quốc gia đầu tiên của mình mang tên The Beautiful Mind Tour vào tháng 10 năm 2014.

### 2015–2017: Các chuyến lưu diễn vàThe Human Condition
Bellion đã phát hành một số đĩa đơn vào đầu năm 2015, bao gồm "Woodstock (Psychedelic Fiction)", "All Time Low" và "Woke the F*ck Up"  thông qua hãng đĩa Capitol Records. Vào ngày 31 tháng 3 năm 2015, Bellion công bố chuyến lưu diễn quốc gia thứ hai của mình, The Definition Tour. Chuyến lưu diễn bắt đầu vào ngày 26 tháng 5 và kết thúc vào ngày 2 tháng 7. Bellion cũng đã được giới thiệu trong "Beautiful Now", một bài hát trong album True Colors của Zedd, được phát hành vào ngày 15 tháng 5 năm 2015. Bellion cũng được giới thiệu trong album của rapper người Mỹ B.o.BPsycadelik Thoughtz với bài hát "Violence".
Bellion đã phát hành một số phiên bản acoustic cho các bài hát của mình, gồm  "All Time Low" vào ngày 26 tháng 2 năm 2016 và "Human" vào ngày 4 tháng 3 năm 2016.
Bellion xác nhận rằng album đầu tay của anh The Human Condition sẽ được phát hành vào ngày 10 tháng 6 năm 2016. Anh ấy đã phát hành ba đĩa đơn quảng cáo từ album: "Guillotine", vào ngày 13 tháng 4 năm 2016, "80's Films", vào ngày 27 tháng 5 năm 2016 và "Có lẽ IDK" vào ngày 2 tháng 6 năm 2016. Đĩa đơn chính trong album, "All Time Low" được phát hành vào ngày 13 tháng 5 năm 2016  và trở thành đĩa đơn thành công nhất của anh ấy cho đến nay, đạt vị trí thứ 16 trên Bảng xếp hangk Billboard Hot 100 của Hoa Kỳ  và được chứng nhận đĩa bạch kim kép ở Hoa Kỳ và Úc. Vào ngày 10 tháng 6, The Human Condition chính thức được phát hành. Bellion nói rằng album của anh chỉ đơn giản nói về con người và giải thích rằng, "Chúng ta là con người và ta đều có những vấn đề giống nhau. Chúng ta đấu tranh với niềm tự hào và vô số vấn đề khác nhau mà không ai thực sự muốn nói đến. Vì vậy, tôi nghĩ rằng nếu tôi là người trung thực cho thấy mình là con người như thế nào, điều đó sẽ khiến mọi người cảm thấy tốt hơn về bản thân họ." Trong âm nhạc của mình, Bellion nhắc đến rất nhiều về Chúa. Anh ấy không chỉ nói về một ý tưởng mơ hồ về đức tin mà anh ấy nhấn mạnh đến Chúa một cách cụ thể. Bellion cũng nói rằng âm thanh và tác phẩm nghệ thuật album cho The Human Condition được phát hành để thu hút sự chú ý của Disney / Pixar. Anh nói rằng "Nó giống như một kế hoạch kinh doanh khổng lồ cho Disney / Pixar bởi vì tôi luôn mơ ước được tham gia vào một bộ phim từ họ. Vì vậy, về cơ bản nếu album đầu tay của tôi thành công, John Lasseter [của Disney Pixar] và những người khác sẽ chú ý đến những tác phẩm của tôi. Các tác phẩm nghệ thuật cho album được tạo bởi nghệ sĩ phát triển thị giác David Ardinaryas Lojaya. Trong chuyến lưu diễn The Human Condition, Bellion thông báo rằng một đại diện từ Pixar đã gặp anh ấy tại một trong những buổi biểu diễn của anh ấy. Anh ấy được mời đến Cơ sở Pixar và nói rằng anh ấy có thể tham gia vào một bộ phim của Pixar trong tương lai gần.
Vào tháng 6 năm 2017, Bellion được chọn là Nghệ sĩ của tháng của Elvis Duran và được giới thiệu trên chương trình Today của NBC do Kathie Lee Gifford và Hoda Kotb tổ chức và phát sóng toàn quốc nơi anh biểu diễn trực tiếp "All Time Low". Bellion là người mở màn cho chuyến lưu diễn vòng quanh thế giới của bộ đôi nhạc rock Twenty One Pilots vào năm 2017. Chuyến lưu diễn gồm 33 buổi diễn bắt đầu vào ngày 17 tháng 1 tại Providence, Rhode Island và kết thúc vào ngày 5 tháng 3 tại Louisville, Kentucky.
Vào ngày 13 tháng 10 năm 2017, Bellion đã phát hành mixtape của mình Translations Through Speakers, The Separation và The Definition trên các cửa hàng kỹ thuật số cũng như phát hành một bộ sưu tập gồm ba mixtape mang tên Growth .

### 2018:Glory Sound Prep
Vào ngày 25 tháng 1, Bellion đã giới thiệu một đoạn trích của bài hát sắp phát hành trên một video trên Instagram. Vào ngày 16 tháng 4, Bellion bắt đầu giới thiệu album tiếp theo của mình với 4 bức ảnh có chú thích là "GSP". Sau đó, anh ấy đã đổi tên Instagram của mình thành ban nhạc / nhóm "Beautiful Mind". Vào ngày 23 tháng 6, Bellion đã phát hành một video hậu trường của ca khúc cuối cùng trong album trước của anh ấy, "Hand of God (Outro)".
Vào ngày 9 tháng 10, Bellion đã đăng một bức ảnh lên tài khoản Twitter của mình từ "GSP Staff", ghi rằng: "Ngày mai, Hiệu trưởng Stormzy yêu cầu sự hiện diện của bạn cho một buổi lễ định hướng ở sảnh chính. Thời gian: 3:00 chiều EST." Ngày hôm sau, anh ấy thông báo về album phòng thu Glory Sound Prep trên tài khoản Twitter của mình, album này sẽ được phát hành vào ngày 9 tháng 11. Vào ngày 17 tháng 10, anh ấy đã phát hành bản xem trước trên các tài khoản mạng xã hội của mình về đĩa đơn đầu tiên trong album, "Conversations with My Wife", được phát hành vào ngày 19 tháng 10. Tuần sau, anh ấy phát hành bản xem trước trên các tài khoản mạng xã hội của đĩa đơn thứ hai, "JT", và phát hành nó vào ngày 26 tháng 10. "Stupid Deep", đĩa đơn thứ ba trong album, được phát hành vào ngày 2 tháng 11.
Vào ngày 9 tháng 11, Bellion phát hành Glory Sound Prep .

### 2019—nay: Sản xuất và sáng tác cho các nghệ sĩ khác
Bellion đã được chọn cho một vai lồng tiếng trong phim Dragon Ball Super: Broly với vai nam chiến binh Frieza nhưng phải chuyển sang một vai nhỏ hơn do xung đột lịch trình. Bellion đã phát hành sản phẩm hợp tác với DJ người Mỹ Illenium có tựa đề " Good Things Fall Apart " vào ngày 13 tháng 5 năm 2019. Anh ấy cũng đã phát hành một đĩa đơn có tựa đề "Crop Circles" vào ngày 30 tháng 5 năm 2019. Bellion bắt tay vào The Glory Sound Prep Tour bắt đầu vào ngày 12 tháng 6  và kết thúc vào ngày 12 tháng 11 cùng năm. Anh ấy cũng đồng sáng tác và đồng sản xuất " Vulnerable " từ album phòng thu thứ ba của Selena Gomez, Rare (2020) và đồng sáng tác " Daisies " của Katy Perry . Anh ấy đã giúp đồng sản xuất và đồng sáng tác các đĩa đơn nổi tiếng như "Stacy" và "Life Must Go On" của Quinn XCII, cũng như " Liar " và " Shameless " của Camila Cabello, " Graveyard " của Halsey và " Memories " của Maroon 5 . Bellion đồng sáng tác và đồng sản xuất nhiều bài hát trong album phòng thu thứ sáu của Justin Bieber, Justice (2021), bao gồm cả đĩa đơn " Holy " hợp tác với Chance the Rapper và " Ghost ", đĩa đơn sau Bellion nói rằng anh ấy đã viết về người bà quá cố của mình và đã đạt vị trí số một trên Đài phát thanh nhạc Pop Hoa Kỳ. Vào ngày 8 tháng 6 năm 2021, Bellion đã lên Twitter, nơi anh ấy đã tweet "Âm nhạc mới" trước khi nhanh chóng xóa tweet. Sau đó, anh ấy đã chuyển mạng xã hội của mình sang trạng thái "tắt điện" vài tuần sau đó. Bellion được giới thiệu trong bài hát "False Alarms" của Lawrence phát hành ngày 22 tháng 7 năm 2021. Bellion phát hành đĩa đơn đầu tiên sau hơn hai năm, "I Feel It" hợp tác với Burna Boy vào ngày 17 tháng 9 năm 2021. Vào ngày 19 tháng 2 năm 2023, Bellion đã phát hành một bài hát chưa hoàn thành có tên "Fallen" có Jon Batiste trên mạng xã hội của mình. Bellion cũng giúp đồng sáng tác và đồng sản xuất mọi bài hát trong album phòng thu thứ sáu của Jonas Brothers, The Album (2023), bao gồm ba đĩa đơn phát hành trước: " Wings ", " Waffle House " và " Summer Baby ". Sau đó, anh ấy đồng sáng tác và đồng sản xuất bài hát " Middle Ground " của Maroon 5.

#### Beautiful Mind Records
Vào tháng 7 năm 2019, Bellion thành lập hãng thu âm của riêng mình có tên là Beautiful Mind Records và ký hợp đồng với ban nhạc pop/soul Lawrence. Lawrence là người mở màn cho hầu hết các buổi biểu diễn của anh ấy trong Glory Sound Prep Tour. Anh đã giúph họ viết và sản xuất ba đĩa đơn trong album đầu tay năm 2021 của họ Hotel TV : "Casualty", "It's Not All About You" và "The Weather". Bellion đã tuyên bố rằng ý định của anh ấy với hãng thu âm mới này là "quan tâm các nghệ sĩ trong suốt phần còn lại của sự nghiệp" và tạo ra một nhóm gồm những nhà sáng tạo âm nhạc mà anh ấy ủng hộ và hợp tác cùng.

## Sự ảnh hưởng
Bellion đã nhiều lần tuyên bố rằng Kanye West là một trong những nguồn cảm hứng lớn nhất của anh ấy. "Tôi yêu tất cả mọi thứ nhưng Kanye West mới là người thực sự thay đổi mọi thứ đối với tôi." Bellion cũng đã nói rằng anh được truyền cảm hứng bởi Eminem, Pharrell Williams, Coldplay, John Mayer, André 3000 và Paul Simon. Bellion cũng nói rằng anh là một người hâm mộ cuồng nhiệt của J Dilla và xưởng phim hoạt hình Pixar, lấy cảm hứng từ nhạc sĩ và xưởng phim hoạt hình The Definition và The Human Status. Bellion giải thích rằng anh ấy thích cách các bộ phim của Pixar "đơn giản nhưng được trình bày theo cách đột phá". Bellion ghi nhận phần lớn sự phát triển và thành công trong âm nhạc của anh ấy là nhờ những người bạn cùng ban nhạc mà anh ấy gặp khi còn học đại học, bày tỏ tình yêu của anh ấy dành cho họ trong "Beautiful Mind Documentary" của anh ấy nói rằng, "mọi người trong ban nhạc của tôi đã dạy tôi điều gì đó và giúp tôi đạt được vị trí hiện tại nhờ họ" tiếp tục "Tôi bao quanh mình với những người giỏi hơn tôi ở một lĩnh vực nào đó, bạn sẽ rất hiếm khi thấy ai đó xung quanh tôi, đặc biệt là về mặt âm nhạc, mà tôi không ngưỡng mộ".

## Đời sống cá nhân
Bellion thông báo rằng anh ấy đã kết hôn vào những tháng đầu năm 2018. Bài hát "Conversations with My Wife" trong album năm 2018 của anh Glory Sound Prep nhắc đến cuộc hôn nhân của anh, khiến cộng đồng người hâm mộ của anh đặt câu hỏi về tình trạng mối quan hệ mà Bellion hiếm khi nhắc đến một cách công khai.
Bellion cũng được xác định là một Cơ đốc nhân.

## Đĩa nhạc
Album phòng thu
- The Human Condition (2016)
- Glory Sound Prep (2018)

Mixtape
- Scattered Thoughts, Vol. 1 (2011)
- Translations Through Speakers (2013)
- The Separation (2013)
- The Definition (2014)